# Рахане (гмина)
Рахане (пол. Rachanie) — сельская гмина (волость) в Польше, входит как административная единица в Томашувский повет (Люблинское воеводство), Люблинское воеводство. Население — 5805 человек (на 2004 год).

## Соседние гмины
1. Гмина Ярчув
2. Гмина Комарув-Осада
3. Гмина Крынице
4. Гмина Лащув
5. Гмина Тарнаватка
6. Гмина Томашув-Любельски
7. Гмина Тышовце